# Īle socken
Īle socken (lettiska: Īles pagasts) är ett administrativt område i Auce kommun i Lettland.